# Ratpenat frugívor tolteca
El ratpenat frugívor tolteca (Dermanura tolteca) és una espècie de ratpenat que es troba a Belize, Colòmbia, Costa Rica, l'Equador, El Salvador, Guatemala, Hondures, Mèxic, Nicaragua i Panamà.

## Subespècies
- D. t. hespera
- D. t. tolteca